# Paradoxornis guttaticollis
El picoloro pechipinto (Paradoxornis guttaticollis) es una especie de ave paseriforme de la familia Sylviidae que vive en Asia.

## Descripción
El picoloro pechipinto mide unos 18 cm de largo. Su frente, píleo y nuca son de color canela, el resto de sus partes superiores son de tonos pardos y las inferiores blanquecinas. Presenta una mancha negra en la parte posterior de las mejillas, y también son negros su lorum y barbilla. El resto de su rostro es blanco con un ligero listado negro. Como indica su nombre presenta un fino moteado negro en la garganta y parte superior del pecho. Su pico similar al de los loros es de color amarillo anaranjado, y sus patas son grisáceas.

## Distribución y hábitat
Se encuentra en los bosques de montaña, zonas de matorral y herbazales altos del sureste de Asia, desde el extremo oriental del subcontinente indio por el norte del sudeste asiático hasta China. Distribuido por el este de la India, Bangladés, el oeste y sur de China, Birmania y el norte de Laos, Tailandia y Vietnam.